# Nederhemert-Zuid
Nederhemert-Zuid is het deel van Nederhemert dat zich bevindt ten zuiden van de Afgedamde Maas. Het dorpje telt circa 45 inwoners en is sinds 1480 gescheiden van Nederhemert-Noord door de Afgedamde Maas.

## Bezienswaardigheden
- De Hervormde Eilandkerk is gebouwd in de 14e-16e eeuw. Tot 1944 had de kerk nog een toren en een schip. De toren en het schip werden in de Tweede Wereldoorlog verwoest. Het in 1550 gebouwde koor werd in 1958 gerestaureerd en in gebruik genomen als kerk.
- Het kasteel Nederhemert. De eerste delen van het kasteel werden rond 1300 gebouwd. Het kasteel werd in de laatste dagen van de Tweede Wereldoorlog door brand verwoest, alleen de indrukwekkende buitenmuren bleven overeind staan. Het heeft 50 jaar moeten wachten op restauratie, maar in 2001 werd er begonnen met de restauratie die tot in 2005 duurde.
- Tot 1990 stond de dikste populier van Nederland (door bewoners "de dikke boom" genoemd) vlak bij de ruïne van het kasteel. Deze reus, met een stamomvang, op 1,3 meter hoogte, van 760 cm, een hoogte van meer dan 30 meter en een leeftijd van 130 à 140 jaar, werd geveld door de zware storm op 25 januari van dat jaar. De boom was een zogenaamde Late Canadapopulier (lat. Populus x canadensis 'serotina') en schijnt een grensboom (op de grens van Gelderland en Noord-Brabant) te zijn geweest. Het onderste deel van de boom was hol.
- Tevens bevinden er zich twee mammoetbomen: één op het terrein van het kasteel en één op privéterrein in de buurt van het kasteel. In de omgeving van Nederhemert doet van oudsher het verhaal de ronde dat zaadjes van deze bomen in 1815 door de toenmalige baron van Nederhemert, Van Nagell, uit St. Petersburg werden meegenomen. Hij haalde toen met een delegatie edelen Anna Paulowna van Rusland, dochter van de Russische tsaar, op voor haar trouwpartij in 1816 met de toenmalige kroonprins Willem II en hij was aanwezig bij het huwelijk van Willem II en Anna Paulowna. Volgens de overlevering werd deze boom bij de donjon geplant door kasteelbewoner baron van Nagell, nadat hij in 1816 met het zaad was teruggekeerd uit St. Petersburg. De mammoetboom is echter pas in 1852 in volle "Far West"-tijd ontdekt in de hooggelegen wouden op de westelijke hellingen van het Sierra Nevadagebergte in Californië. Dit is met relatieve zekerheid gekend; de soort zou door westerlingen in de VS misschien al eens in 1833 gezien zijn, maar wat vaststaat is dat de soort pas vanaf 1852 bekend is in Europa en Rusland. Ofwel klopt de datum niet en stammen de zaadjes bijvoorbeeld uit de jaren 1860 ofwel gaat het over een andere soort (bv. de mooie paarsbloemige Anna Paulownaboom) ofwel is het verhaal verzonnen (wat onwaarschijnlijk lijkt, bijna altijd is er in dergelijke verhalen een grond van waarheid). In de huidige vorm is het verhaal echter onmogelijk.
- Een deel van Nederhemert-Zuid is geklasseerd als beschermd dorpsgezicht.
- Het Oude Fort of Kleine Schans, een 17e-eeuws onderdeel van de Grote Fortificatiën van Holland.
- Boerderij De Hoef, aan Kasteellaan 10, van 1660. Krukhuisboerderij met hooiberg.
- Woonhuis Kasteellaan 5-7, mogelijk 18e-eeuws.

Zie ook
- Lijst van rijksmonumenten in Nederhemert-Zuid

https://www.monumentaltrees.com/nl/bomen/mammoetboom/geschiedenis/#sequoiadendron

## Natuur en landschap
Nederhemert-Zuid ligt, samen met de buurtschap Bern, vrijwel op een eiland, dat dan ook Het Eiland wordt genoemd. Het eiland is via een dam verbonden met Ammerzoden en via een brug verbonden met het Noord-Brabantse Wijk en Aalburg. Het Eiland wordt omsloten door de Afgedamde Maas, het Heusdensch Kanaal en de Bergsche Maas. Vóór 1480 liep de Maas zuidelijker en lagen Nederhemert-Zuid en Bern van elkaar gescheiden. De Bernse Dijk volgt de oude bedding. Nederhemert-Zuid ligt op een hoogte van ongeveer 3 meter. Het wordt omringd door uiterwaardengebieden (Hemertse Waard, Gijsewaard, Doornwaard, Bernse Uiterwaard).

## Recreatie
Sinds 1915 is er een speeltuin, die als een van de oudste speeltuinen van Nederland wordt beschouwd.

## Nabijgelegen kernen
Well, Ammerzoden, Genderen, Wijk en Aalburg, Heusden, Delwijnen, Nederhemert-Noord
Dorpen: Aalst · Brakel · Bruchem · Delwijnen · Gameren · Kerkwijk · Nederhemert-Noord · Nederhemert-Zuid · Nieuwaal · Poederoijen · Zaltbommel · Zuilichem

Buurtschappen: Bern · Oensel · Poederoijensehoek · De Rietschoof

Gelderland: Steden en dorpen in Gelderland      Nederland: Provincies · Gemeenten